# Mombarcaro
Mombarcaro là một đô thị tại tỉnh Cuneo trong vùng Piedmont của Italia, vị trí cách khoảng 70 km về phía đông nam của Torino và khoảng 45 km về phía đông của Cuneo. Tại thời điểm ngày 31 tháng 12 năm 2004, đô thị này có dân số 319 người và diện tích 20,4 km².
Mombarcaro giáp các đô thị: Camerana, Gorzegno, Monesiglio, Murazzano, Niella Belbo, Paroldo, Prunetto, Sale San Giovanni và San Benedetto Belbo.